# Alphinellus subcornutus
Alphinellus subcornutus là một loài bọ cánh cứng trong họ Cerambycidae.